# 谢尔盖·丘达耶夫
谢尔盖·德米特里耶维奇·丘达耶夫（俄语：Сергей Дмитриевич Чудаев，羅馬化：Sergey Dmitriyevich Chudayev，1996年8月12日—）是俄罗斯政治人物，曾任第八届国家杜马代表。毕业于俄罗斯普列汉诺夫经济大学。后来丘达耶夫从政，很快成为新人党的成员。2021年9月当选第八届国家杜马代表；然而，他于2021年10月19日提前辞职，理由是希望专注于乌德穆尔特的工作。他的职务由安东·特卡乔夫接替。